# Епархия Кеймус-Апингтона
Епархия Кеймус-Апингтона (лат. Dioecesis Keimoesana-Upingtonensis) — епархия Римско-Католической Церкви с центром в городе Кеймус, ЮАР. Епархия Кеймус-Апингтона входит в митрополию Блумфонтейна. Кафедральным собором епархии Кеймус-Апингтона является церковь Непорочного Зачатия Пресвятой Девы Марии, которая находится в городе Кеймус. В городе Апингтон находится сокафедральный собор святого Августина.

## История
20 июня 1885 года Святой Престол учредил апостольскую префектуру Оранжевой Реки, выделив её из апостольской префектуры Мыса Доброй Надежды и Центрального района (сегодня — Епархия Оудсхурна).
2 мая 1898 года апостольская префектура Оранжевой Реки была преобразована в апостольский викариат.
7 июля 1907 года апостольский викариат Оранжевой Реки передал часть своей территории для возведения апостольской префектуры Гран-Намакваланда (сегодня — Епархия Китмансхупа).
9 июля 1940 года апостольский викариат Оранжевой Реки был переименован в апостольский викариат Кеймуса.
11 января 1951 года Римский папа Пий XII издал буллу "Suprema Nobis", которой преобразовал апостольский викариат Кеймуса в епархию.
8 февраля 1985 года епархия Кеймуса была переименована в епархию Кеймус-Апингтона.

## Ординарии епархии
- епископ Anthony Gaughren O.S.F.S.[1] (8.06.1886 — 15.01.1901);
- епископ Jean-Marie Simon O.S.F.S. (3.05.1898 — 21.11.1932);
- епископ Odilon Fages O.S.F.S. (21.11.1932 — 14.10.1939);
- епископ Henry Joseph Thünemann O.S.F.S. (9.07.1940 — 12.09.1962);
- епископ Francis Esser O.S.F.S. (12.09.1962 0 8.12.1966);
- епископ John Baptist Minder O.S.F.S. (12.10.1967 — 5.07.2000);
- епископ Edward Gabriel Risi O.M.I. (5.07.2000 — по настоящее время).

## Источник
- Annuario Pontificio, Libreria Editrice Vaticana, Città del Vaticano, 2003, стр. 958, ISBN 88-209-7422-3
- Булла In christianum, AAS 40 (1948), стр. 360  (лат.)
- Булла Suprema Nobis, AAS 43 (1951), стр. 257 (лат.)